# Gambia Armed Forces
Die Gambia Armed Forces (GAF, deutsch Gambische Streitkräfte), die in der heutigen Form seit Änderung der Verfassung 1996 bestehen, sind das rund 4100 Soldaten starke Militär des westafrikanischen Staates Gambia. Sie gehören zum gambischen Verteidigungsministerium (Ministry of Defence), welches dem Office of the President untersteht, der damit Oberbefehlshaber der Streitkräfte (Commander-In-Chief of the Armed Forces) ist. Eine Wehrpflicht besteht nicht.

## Unterstützung
Die gambischen Streitkräfte wurden betreffend Ausbildung und technischer Hilfe zunächst bis zu dem Putsch von 1994 durch britische, später durch nigerianische Militärs unterstützt. Aber auch die Vereinigten Staaten, China und die Türkei arbeiteten mit den gambischen Streitkräften zusammen.
Nach 1994 arbeitete die GAF mit den Militärs der Türkei und Libyen zusammen.

## Gliederung und Ausstattung
Gambia Armed Forces ist unterteilt in:
- Die Landstreitkräfte (Gambia National Army, GNA):
  - Zwei Infanterie-Bataillone (infantry battalion)[8]
  - Eine Pionier-Kompanie (engineers’ squadron)[8]
  - Gambia National Guard (GNG)
Die Gambia National Guard beinhaltet auch die Presidential Guard (Leibgarde des Präsidenten).
- Die Marine (Gambia Navy, GN):
Diese Einheit besteht aus 300 Mann und operiert mit acht Patrouillenbooten in küstennahen Gewässern der 80 Kilometer langen Küste.[3]
- Die Luftstreitkräfte (Gambia Air Wing, GAW):
Diese Einheit betreibt eine sowjetische Suchoi Su-25 „Frogfoot“, welche ursprünglich aus Georgien stammt.[9][10][11] Laut dem IISS stehen den Luftstreitkräften außerdem zwei leichte Transportflugzeuge des Typs AT-802A und zwei Geschäftsreiseflugzeuge des Typs Boeing 727 und Challenger 601 zur Verfügung.[3]  Die frühere Regierungsmaschine der Bauart Iljuschin Il-62M wurde 2021 nach Belarus verkauft.[12]

## Die Dienstgrade in der National Army
Die Dienstgrade in der Armee:
- Mannschaftsdienstgrade:
Lance Corporal – Corporal – Sergeant – Staff Sergeant
- Unteroffiziersdienstgrade:
Warrant Officer II – Warrant Officer I
- Offizierkorps:
2nd Lieutenant – Lieutenant – Captain – Major – Lieutenant Colonel – Colonel
- Generalität:
Brigadier General – Major General – Lieutenant General – General

## Budget
| Jahr | Ausgaben in US-Dollar | Ausgaben in % bz. auf BIP |
| ---- | --------------------- | ------------------------- |
| 1997 | 3,1 Millionen         | 0,4 %                     |
| 2000 | 2,9 Millionen         | 0,3 %                     |
| 2003 | 2,9 Millionen         | 0,2 %                     |
| 2006 | 3,3 Millionen         | 0,3 %                     |
| 2009 | 6,9 Millionen         | 0,5 %                     |
| 2012 | 11,3 Millionen        | 0,8 %                     |
| 2015 | 15,6 Millionen        | 1,0 %                     |
| 2018 | 11,8 Millionen        | 0,7 %                     |
| 2020 | 14,8 Millionen        | 0,8 %                     |

Der Anteil der Staatsausgaben für Verteidigung liegt mit 14,8 Millionen US-Dollar ungefähr bei 0,8 Prozent des Bruttoinlandsproduktes. Damit gehört Gambia zu den Staaten mit den geringsten Militärausgaben weltweit.

## Geschichte
Man verzichtete zunächst bei Erhalt der Unabhängigkeit vom Vereinigten Königreich auf eine kostspielige Berufsarmee, denn aufgrund des gambisch-senegalesischen Verteidigungsabkommen von 1965 konnten senegalesische Truppen Hilfe leisten. Man hatte lediglich eine 750 Mann starke Polizeieinheit und eine halb so viele Köpfe zählende Field Force.

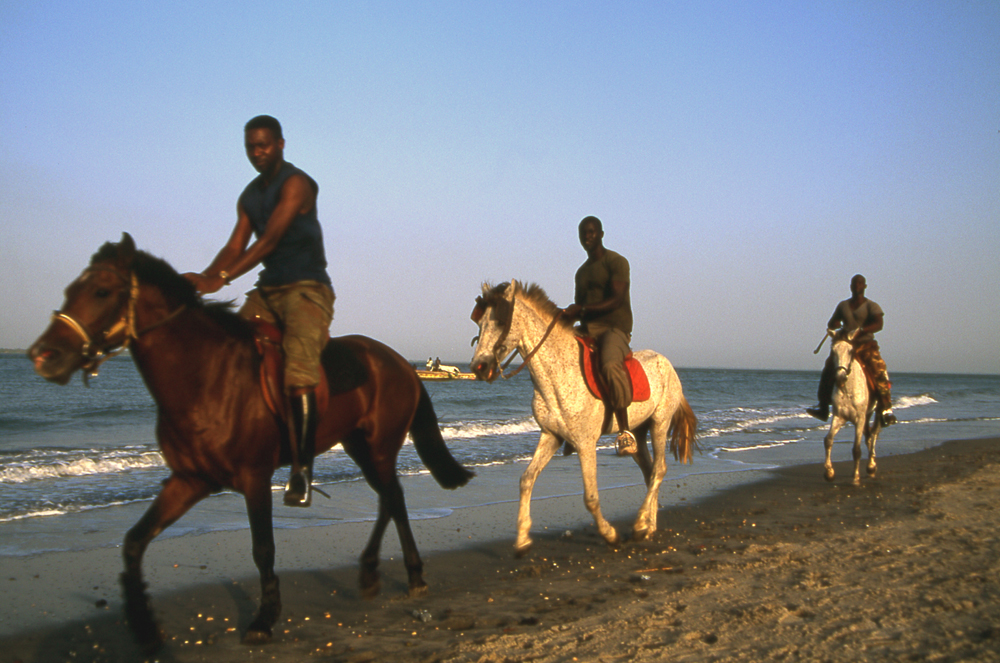
Mitglieder der Presidential Guard beim abendlichen Ausritt der Pferde

Das Verteidigungsabkommen wurde auch beim abgewendeten Putsch vom 30. Juli 1981 genutzt. Im Anschluss wurde die paramilitärische Field Force, die teils mit in den Putsch verwickelt war, aufgelöst und Gambia und Senegal unterzeichneten einen Vertrag, der unter anderem die Vereinigung der Streitkräfte in der Konföderation Senegambia vorsah. Gambia baute dazu eine kleine Armee von zunächst 200 Mann auf, die Heer, Marine und Luftwaffe umfasst. Weiter gab es eine 700 Mann starke Militärpolizei.
Die Konföderation bestand bis zum 30. September 1989, als Gambia aus dem Bund austrat. Senegalesische Truppen wurden zuvor aus Gambia abgezogen.
In Liberia engagiert sich Gambia an einer von der Westafrikanischen Wirtschaftsgemeinschaft (ECOWAS) geführten ECOWAS Friedenstruppe. Als die gambischen Soldaten vom liberianischen Bürgerkrieg zurückkehrten, gab es heftige Proteste wegen ausstehender Frontzulagen. Der Kommandeur der Armee trat wegen der Proteste zurück und ein Nigerianer wurde zum Nachfolger bestimmt. Mit Nigeria wurde Anfang 1992 ein bilaterales Verteidigungsabkommen geschlossen.
Am 22. Juli 1994 verlangten erneut vom Dienst in Nigeria zurückkehrende Soldaten ihre Frontzulagen. Sie wurden am Flughafen von ihren nigerianischen Offizieren, die zum Empfang Präsident Dawda Jawaras bereit waren, entwaffnet. In Banjul folgten Protestaktionen der Soldaten, sie besetzten das Telekommunikationszentrum, den Flughafen und andere strategisch wichtige Punkte. Der 29-jährige Leutnant Yahya Jammeh als Anführer der Armed Forces Provisional Ruling Council (AFPRC) enthob Jawara seines Amtes und die Rebellen legten alle politischen Aktivitäten lahm. Jammeh erklärte sich zum Präsidenten der Republik.
Die abgesonderte Einheit Gambia National Gendarmerie (GNG), die zeitweise Tactical Support Unit genannt wurde, wurde im Anschluss an den Putsch von 1994 mit den anderen Einheiten zusammengeführt.

## Einsätze
Teile der Streitkräfte haben sich an zahlreichen Friedenseinsätzen beteiligt. So beispielsweise an der ECOWAS Monitoring Group und an der AU geführten Mission African Union Mission in Sudan (AMIS) waren sie beteiligt.
Weitere Beteiligungen an Auslandseinsätzen:
- United Nations Mission in Ethiopia and Eritrea (UNMEE)
- United Nations Mission in Sierra Leone (UNAMSIL)
- United Nations Mission in Liberia (UNMIL)
- United Nations Operation in Côte d’Ivoire (UNOCI)

## Persönlichkeiten

### Chef des Verteidigungsstabes (Chief of Defence Staff of the Gambia Armed Forces, CDS)
| Amtszeit                           | Amtsinhaber                       | Streitkräfte        | Anmerkung |
| ---------------------------------- | --------------------------------- | ------------------- | --------- |
| 1999 bis 2004                      | Colonel Baboucarr Jatta           | Gambia Armed Forces |           |
| ab November 2004 bis Dezember 2004 | Lieutenant Colonel Vincent Jatta  | Gambia Armed Forces |           |
| ab 2004 bis 2005                   | Lieutenant Colonel Assan Sarr     | Gambia Armed Forces |           |
| ab 2005 bis 2006                   | Lieutenant Colonel Ndure Cham     | Gambia Armed Forces |           |
| ab 2006 bis 2009                   | Major General Lang Tombong Tamba  | Gambia Armed Forces |           |
| ab 2009 bis 2012                   | Lieutenant General Masaneh Kinteh | Gambia Armed Forces |           |
| ab Juli 2012 bis 2017              | Lieutenant General Ousman Badjie  | Gambia Armed Forces |           |
| ab Februar 2017 bis März 2020      | Lieutenant General Masaneh Kinteh | Gambia Armed Forces |           |
| ab März 2020                       | Major General Yankuba Drammeh     | Gambia Armed Forces |           |

### Weitere Persönlichkeiten der gambischen Streitkräfte
- Yankuba Drammeh, Deputy Chief of Defence Staff of the Gambia Armed Forces (2017)
- Ramatoulie D. K. Sanneh, erster weiblicher Offizier im Generalsrang. Am 11. Mai 2011 wurde sie vom Rang eines Obersts in den eines Brigadegenerals erhoben.[18]

## Sport
Der Armed Forces Football Club ist auch in der höchsten gambischen Fußball-Klasse, der GFA League First Division vertreten. Sie haben in der Saison 2002/03 die Meisterschaft gewonnen.